# J.-Wladimir Bienstock
J.-Wladimir Bienstock (ru : Владимир Львович Биншток — Vladimir Lvovitch Binshtock — V. L. Binshtok), né le 5 mai 1868 à Jitomir (Ukraine) et mort le 12 mars 1933 à Paris 14e, est un avocat, écrivain et traducteur franco-russe.   
D'origine israélite, il se convertit au christianisme orthodoxe en 1896. Il épousa la française Honorine Coindeau le 12 septembre 1899 à Paris 6e. Il fut naturalisé français en 1922. Il devint Chevalier de la Légion d'honneur en 1929. 
Il fut un des grands traducteurs du russe en français du début du XXe siècle, notamment de Tolstoï (Œuvres complètes en 43 volumes) et de Dostoïevski. Il traduisait parfois en collaboration : avec John-Antoine Nau/Charles Torquet (Journal d'un écrivain, Les Frères Karamazov de Dostoïevski), P. Birukov (Tolstoï).

## Œuvres
- Le Premier drame de Maxime Gorki (1901)
- Tolstoï et les doukhobors : faits historiques (1902)
- Dostoievski et la guerre (1915)
- Raspoutine. La fin d'un régime (1917)
- La Révolution russe, L'Okhrana (1917) [2],[3]
- Guerre et Paix, pièce en 5 actes et 10 tableaux (1919)
- Histoire du mouvement révolutionnaire en Russie (1920)
- Les Lectures de Dostoievski (1923)
- Raspoutine, drame en deux actes (1923)
- Dostoïevski et Balzac (1924)
- Les Arts et les lettres dans la Russie soviétique (1925)
- Le Mariage russe d'Isadora Duncan (1927)
- Le Musée des Erreurs ou le français tel qu'on l'écrit avec Curnonsky

Prix Saintour de l’Académie française en 1929
- Le Café du Commerce avec Curnonsky
- Le Tour du cadran avec Curnonsky
- Le Wagon des fumeurs (1925) avec Curnonsky